# Maka Purceladze
Maka Purceladze (ur. 18 lutego 1988) – gruzińska szachistka, arcymistrzyni od 2005, posiadaczka męskiego tytułu mistrza międzynarodowego od 2005 roku.

## Kariera szachowa
W latach 1997–2006 wielokrotnie reprezentowała Gruzję na mistrzostwach świata i Europy juniorek, zdobywając pięć medali: złoty (Belfort 2005 – MŚ do 18 lat), dwa srebrne (Budva 2003 – ME do 16 lat, Herceg Novi 2005 – ME do 18 lat) oraz dwa brązowe (Heraklion 2004 – MŚ do 16 lat, Ürgüp 2004 – ME do 16 lat).
W 2005 r. podzieliła I m. (wspólnie z Sopiko Chuchaszwili) w mistrzostwach Gruzji juniorek do 20 lat, w 2006 r. podzieliła III m. (za Nino Churcidze i Naną Dzagnidze, wspólnie z Lelą Dżawachiszwili i Mają Lomineiszwili) w finale indywidualnych mistrzostw kraju oraz wystąpiła w Jekaterynburgu w pucharowym turnieju o mistrzostwo świata, w I rundzie przegrywając z Alisą Gallamową, natomiast w 2007 r. samodzielnie zwyciężyła w turnieju C memoriału Paula Keresa w Tallinnie, wyprzedzając m.in. arcymistrza Igora Švõrjova. W 2008 r. po raz drugi w karierze podzieliła I m. (wspólnie z Belą Chotenaszwili i Mirandą Mikadze) w mistrzostwach kraju juniorek do 20 lat.
Najwyższy ranking w dotychczasowej karierze osiągnęła 1 września 2009 r., z wynikiem 2380 punktów zajmowała wówczas 87. miejsce na światowej liście FIDE, jednocześnie zajmując 9. miejsce wśród gruzińskich szachistek.